# Microrégion de Linhares
La microrégion de Linhares est l'une des trois microrégions qui subdivisent le littoral nord de l'État de l'Espírito Santo au Brésil.
Elle comporte 7 municipalités qui regroupaient 312 992 habitants en 2011 pour une superficie totale de 6 929 km2.

## Municipalités[1]
- Aracruz
- Fundão
- Ibiraçu
- João Neiva
- Linhares
- Rio Bananal
- Sooretama